# Zoe Sugg
Zoe Elizabeth Sugg (* 28. března 1990) je britská vloggerka, youtuberka a spisovatelka. Známější je pod svou přezdívkou Zoella. Její první kniha Girl Online vyšla v listopadu roku 2014 a překonala rekord nejprodávanější knihy za první týden. Její druhá kniha vyšla v říjnu roku 2015.

## Osobní život
Zoe má mladšího bratra Josepha, který je také vlogger a na YouTube je známý jako ThatcherJoe. Vyrůstala ve městě Lacock, kde navštěvovala The Corsham School. Nyní žije v Brightonu s jejím přítelem Alfiem Deyesem. Ten rovněž přidává videa na YouTube pod přezdívkou PointlessBlog. 29.8.2021 porodila dceru Ottilii Rue Deyes.

## Kariéra
S natáčením na YouTube začala taktéž roku 2009, když pracovala pro obchod s oblečením New Look.

### YouTube
Její hlavní kanál „Zoella”, dříve „zoella280390” pojmenovaný po datu jejího narození, je zaměřený hlavně na módu, kosmetiku a hauly (videa, ve kterých ukazuje, co si koupila). Její druhý kanál „MoreZoella” obsahuje hlavně vlogy, ve kterých sdílí situace a události z jejího života. Často se objevuje vedle dalších youtuberů, jako jsou Louise Pentland, Tanya Burr, Alfie Deyes, Tyler Oakley, Troye Sivan nebo Grace Helbig.
Je také velmi vlivná na sociálních médiích. V roce 2013 ji The Telegraph zařadil mezi „Nejvlivnější lidí na Twitteru v Británii”. V září roku 2015 dosáhl její hlavní kanál na YouTube „Zoella” 9 miliónů odběratelů a přes 525 miliónů zobrazení videií. Její kanál je momentálně (k září 2015) padesátým nejodebíranějším kanálem na Youtube. Její druhý kanál „MoreZoella" má přibližně 3.5 miliónů odběratelů a přes 290 miliónů zhlédnutí videí. Také má přes 3 miliony followerů na Twitteru a přes 10,8 miliónů na Instagramu.

### Publikovaná díla
Roku 2014 podepsala s vydavatelstvím Penguin Books smlouvu na vydání dvou knih.
Její první kniha „Girl Online” byla vydána 25. listopadu roku 2014. Kniha je o patnáctileté dívce Penny, která si založí blog a pod přezdívkou Girl Online píše o svém každodenním životě a starostech. I když se zdá, že je osud Penny podobný tomu Zoe, odmítla, že by kniha byla o ní. Kniha překonala rekord nejprodávanější knihy za první týden a v prosinci 2014 se stala nejrychleji prodávanou knihou roku.
Zoella nenapsala knihu sama. Pracovala s redakčním týmem, který ji pomohl s postavami i dějem. Spekulovalo se také, že spisovatelka románů pro mládež Siobhan Curham byla tzv. ghostwriter (tedy pravá autorka) knihy, ale nakladatelství ani Zoe to nepotvrdili. Nakladatelství uvedlo, že Curham byla pouze redakční poradce.
Její druhá kniha, Girl Online: Na turné, vyšla v říjnu roku 2015. Třetí pokračování, Girl Online: Jde svou cestou, vyšlo v listopadu 2016.

### Hudba
Zoe se v roce 2014 podílela na písni "Do They Know It's Christmas?" jako část skupiny Band Aid 30 - charity, která tímto způsobem vydělávala peníze na léčbu eboly v západní Africe.

### Televize
V červnu roku 2014 byla Zoe Sugg hostem v talk show Loose Women. V červenci 2014 se objevila v pořadu This Morning, kde mluvila o panické úzkosti. Dále se objevila třeba v pořadu The Great British Bake Off.

### Zoella Beauty
Zoe v září 2014 založila vlastní kosmetickou značku "Zoella Beauty".

## Ocenění a nominace
Zoe vyhrála roku 2011 Cosmopolitan Blog Award v kategorii "Nejlepší založený beauty blog" a vyhrála také "Best Beauty Vlogger". Dála byla také oceněná jako nejlepší britská vloggerka roku 2013 a 2014. Roku 2014 vyhrála také Nickelodeon Kids' Choice Award v kategorii „Nejoblíbenější vlogger UK” a 2014 Teen Choice Award jako "Hvězda internetu: Móda a krása".
Byla zmíněná ve článku The Telegraph's "40 nejlepších beauty bloggerů" v září 2014 a "Královna Haulu" od British Vogue v listopadu. Roku 2014 byl její kanál čtvrtý nejoblíbenější v UK. Roku 2015 byla v Debrett's 500, seznamu 500 nejvlivnějších lidí Velké Británie. Dále taky roku 2015 byla jmenována jako „Nejinspirativnější žena desetiletí” v technologiích Grazia a také je 34. nejvíce sexy žena světa podle FHM.
Roku 2015 vyhrála cenu v kategorii „Choice Web Star” 2015 Teen Choice Awards.